# Ajax (Scout SV)
Ajax, колишня назва Scout SV (Specialist Vehicle), — сімейство бойових броньованих машин виробництва General Dynamics UK для оснащення сухопутних військ Великої Британії.
Розробка була ініційована у 1990-х роках для оснащення бронетехнікою сухопутних військ Австрії та Іспанії в рамках програми кооперації ASCOD (Austrian and Spanish Cooperation on Defence). На початку 2000-х років компанії-розробники Steyr-Daimler-Puch Spezialfahrzeug та Santa Bárbara Sistemas були викуплені компанією General Dynamics.

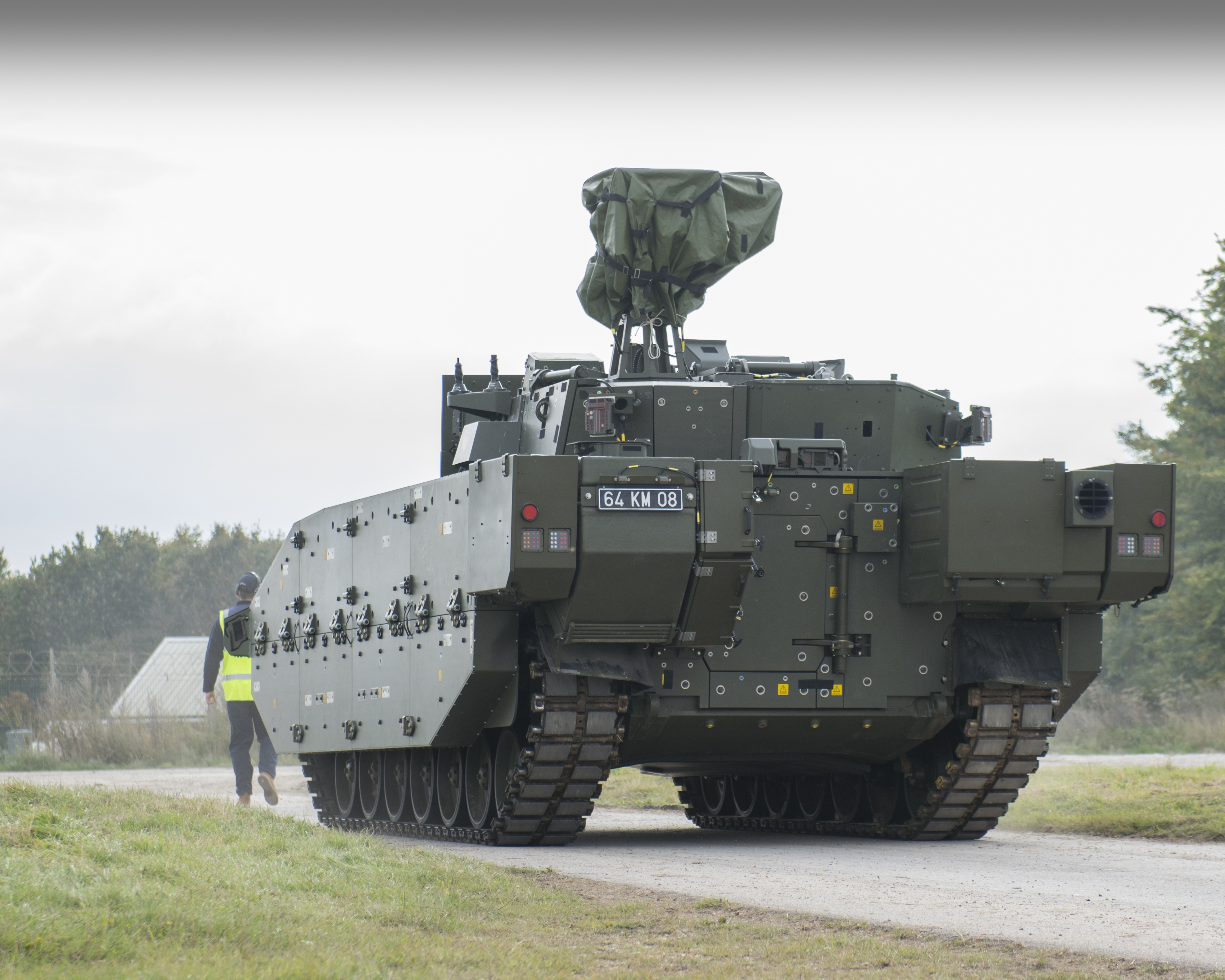
Задній вид варіанту Ajax, жовтень 2016 р.

## Дизайн

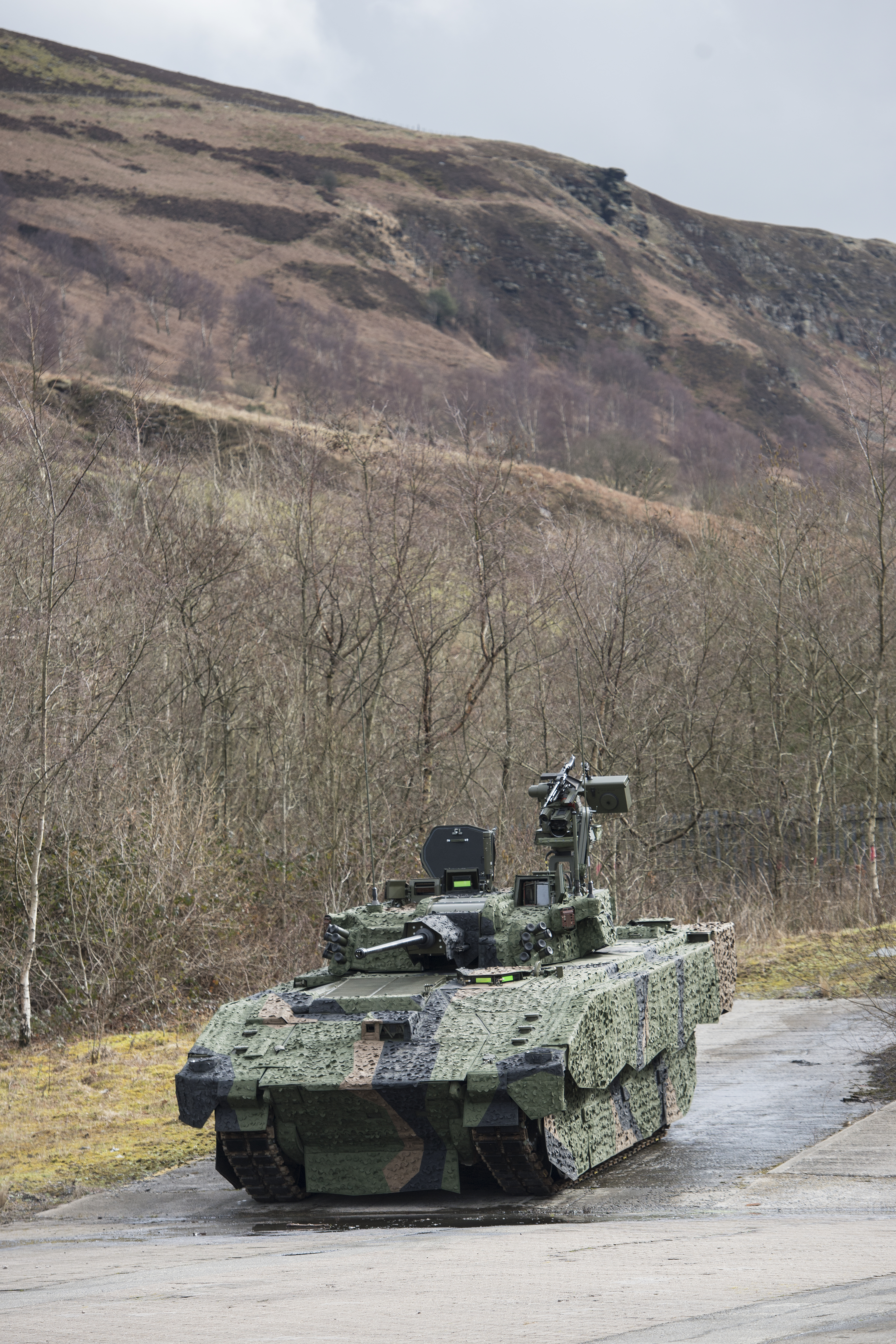
Прототип Ajax, березень 2016

В основі дизайну дистанційно керованої башти AJAX покладене використання цифрової стабілізації вогневого комплексу у складі 40-мм гармати та коаксіально розташованого кулемету з інтегрованими сенсорами, а також запроваджено стандартизовану в НАТО відкриту загальну архітектуру транспортних засобів NGVA у вигляді сумісної з нею національної архітектури транспортних засобів GVA (Defence Standard 23-09 «Generic Vehicle Architecture»).
Ajax має 20 Гбіт/с бортову Ethernet-мережу. Наявне сховище цифрових даних може зберігати до 6 Терабайт даних, отриманих від бортових сенсорів[джерело?].

### Проблеми з шумом
На початку літа 2021 року британські ЗМІ повідомили, що через надмірний шум та вібрації екіпажі машин починають почувати себе зле на стільки, що наприкінці 2020 року довелось призупинити випробування машин до березня 2021 року. Наприкінці червня 2021 року стало відомо, що випробування всіх модифікацій машин «Аякс» довелось знову призупинити через проблеми з шумом.
За повідомленням британського видання The Times після випробувань у понад 100 солдатів виникли проблеми зі слухом. Шум, вібрація і небезпечні рівні радіації у бронемашинах призвели до того, що військовослужбовці повідомили про втрату слуху, головний біль, нудоту та опухлі суглоби. Зокрема у 20 солдатів зафіксована втрата слуху, ще 83 військовослужбовцям необхідні щорічні перевірки слуху після тривалого перебування в бронемашині Ajax.

## Оператори

### Велика Британія
У вересні 2014 року Міноборони Великої Британії уклало з General Dynamics Land Systems-UK, обраної підрядником ще у 2010 році, контракт на поставку 589 спеціалізованих броньованих машин «Scout SV», призначених для оснащення бронекавалерійських підрозділів. Загальна вартість угоди склала 3,5 млрд фунтів стерлінгів (5,6 млрд доларів США).
У вересні 2015 року сімейство було перейменовано в «Ajax».
Техніка буде поставлена військам Великої Британії в шести версіях:
- озброєних 40-мм гарматою бойових розвідувальних машин «Ajax» (замовлено 245 машин),
- бронетранспортери «Ares» (замовлено 93 машини),
- командно-штабні машини «Athena» (замовлено 112 машин),
- броньовані ремонтно-евакуаційні машини «Apollo» (замовлено 50 машин),
- ремонтні машини «Atlas» (замовлено 38 машин),
- машини інженерної розвідки «Argus» (замовлена 51 машина)[9].

Відповідно до умов контракту, перші 100 машин будуть зібрані на підприємствах General Dynamics в Іспанії, а решта 489 — на новому заводі GDLS UK.
У червні 2020 року стало відомо про те, що Міноборони Великої Британії переглядає графік реалізації програми «Ajax» після того, як було виявлено, що перша партія серійних бронемашин не готова до постачання.
Оцінка вартості програми «Ajax» станом на 2020 рік становила близько 5,3 млрд фунтів стерлінгів (6,7 млрд доларів США).
В серпні 2020 року Сухопутні війська Великої Британії отримали партію бронетранспортерів «Ares».